# 澳門農曆新年煙花表演
澳門賀歲煙花匯演（葡萄牙語：Exibição Macau Ano Novo Lunar fogos de artifício）是澳門特別行政區政府旅遊局為慶祝農曆新年的來臨而所舉辦的一個賀歲節目，目前是在每年農曆年初三晚於澳門旅遊塔對開海面舉行，是次賀歲節目類似香港賀歲煙花匯演。

## 早期歷史
澳門的農曆新年煙花表演最早記載在1956年，當年2月12日為農曆大年初一舉行了一場煙花表演，當時的煙花由葡萄牙運送至澳門進行表演，是澳門官方首次在農曆新年進行農曆新年煙花表演。
最初澳門的農曆新煙花匯演和香港一樣都是在大年初一舉行, 但成本太貴最終取消.之後在2012年復辦至今.
為配合香港在每年大年初一及大年初二有賀歲活動，顧此澳門的賀年活動才改在大年初三舉行。 於粵港澳大灣區之一的廣州繼2012年後再次復辦廣州新春賀歲煙花匯演。

在2012年前，澳門旅遊局於每年農曆年的除夕夜約晚上11時（子時）或踏入年初一子夜一刻於現時南灣湖一帶，自澳門回歸後正式改為於澳門旅遊塔對出海面燃放煙花，迎接農曆新年來臨。
適逢粵港澳大灣區分別在大年初一及年初二粵港有賀歲煙花匯演，所以澳門的賀歲煙花匯演會大年初三開始，其後在每年的正月十五會有一場煙花匯演。

## 2012年後活動安排

### 2012年
澳門旅遊局為增添農曆新年的節日氣氛，於2012年1月23日（農曆年初一）晚上9時舉行「農曆新年煙花表演」，於澳門旅遊塔及觀音蓮花苑（「觀音像」）對開海面，安排四艘躉船發放近二萬枚煙花彈，燃放時間約為三十分鐘。煙花以「祝福」為主題，共分八個篇章燃放，包括「繁榮昌盛」、「幸福美滿」、「和諧共融」、「好運連連」、「希望之星」、「錦繡前程」、「團結友愛」、「喜慶團圓」。
為讓現場觀眾可加強視聽效果，澳門旅遊局局在六個地點包括南灣湖景大馬路、觀光塔街海旁、沙格斯大馬路與嘉樂庇大橋間休憩區、孫逸仙大馬路、觀音蓮花苑、海洋大馬路及氹仔東北大馬路安裝音響裝置，氹仔海濱休憩區播放音樂配合。

### 2013年至2019年
由2013年起，旅遊局將農曆新年煙花匯演正式改為每年農曆正月初三晚上10時舉行，煙花表演緊接著花車巡遊完結後進行燃放。在2015年，煙花表演一度改為晚上11時舉行。
2016年，煙花表演改為晚上9時45分舉行，為時15分鐘，並一直維持至今。

### 2020年至2021年：COVID-19疫情停辦
2020年1月23日，因應COVID-19疫情出現變化，加上澳門接連出現輸入病例，澳門特區政府宣佈取消“金鼠賀歲囍臨門農曆新年花車匯演”及賀年煙花表演。
澳門旅遊局原計劃於2021年大年初三舉行煙花匯演，但因受廣西北海碼頭進行整改，煙花貨運受影響，於2021年1月8日宣佈取消煙花匯演和花車巡遊活動。

### 2022年
2022年，旅遊局重新舉辦農曆新年煙花表演，並計劃於2月3日（年初三）晚上9時45分、2月7日（年初七）晚上9時及2月15日（元宵節）晚上9時舉行賀歲煙花匯演。 煙花匯演舉行期間除了配合嚴格防疫要求外，另推出澳人食住遊相關行程欣賞煙花。
- 其中年初三煙花表演因花车巡游活动延迟，所以延至晚上9時50分發放，為迎接2022年冬季奧林匹克運動會於北京盛大舉行，表演中更特別加入五環字幕煙花效果，預祝中國冬奧健兒齊奪錦，圓滿成就首場福氣盈盈的煙花匯演。背景音樂包括許冠傑主唱的《財神到》、王力宏演唱的《一起向未來》等[15]
- 年初七的煙花表演於晚上9時舉行，為時15分鐘，包括笑臉圖案、變色花束、由線條組出的生日蛋糕、以及滿天星和金柳銀柳等特色造型煙花效果，同賀歡樂「人日」。[16]
- 最後一場的農曆新年煙花匯演於2月15日（農曆正月十五，元宵節）舉行，以“元宵夜放花千樹”為主題，當中包括多個愛心造型煙花、七彩錦冠花束以及星星造型等特別煙花效果，倍添佳節濃情蜜意，共慶元宵佳節，背景音樂以充滿愛情音樂為主，包括西城男孩的《My Love》、火星人布魯諾的《Marry You》、林俊傑與韓紅合唱的《飛雲之下》、五月天的主唱陳信宏 (阿信)獨唱的《月亮代表我的心》、英國組合1世代主唱的《What Makes You Beautiful》，最後由陶喆的《澳門歡迎你》歌曲為煙花表演作結幕。[17]

### 2023年
2022年10月4日，旅遊局局長文綺華表示，基於防疫指引等要求，令煙花貨運手續比以往多，當局也會在這基礎上研究未來於特別節慶活動或節日有否條件再舉行。而按目前考量會是明年一月的春節，隨著中國大陸恢復旅行團來澳、網簽的恢復，客量增加情況下計劃舉辦多於一場的煙花表演。
2022年11月22日，旅遊局局長文綺華出席“幻彩耀濠江”新聞發佈會時表示，當局正積極安排在農曆新年上演三場煙花表演，由於中國大陸境內出現本土疫情，當局正努力跟進。
2023年1月5日，澳門旅遊局宣佈在農曆新年期間舉行三場煙花表演，並命名為“歲歲平安2023─絢麗澳門煙花匯演”，分別在年初三（1月24日）及年初七（1月28日）「人日」當天晚上9時45分在旅遊塔對出海面舉行，每場煙花表演歷時15分鐘，共賀新歲；元宵佳節（2月5日）晚上9時亦將安排煙花表演。
- 首場煙花匯演於花車巡遊結束後燃放[21]。
- 第二場煙花匯演時長15分鐘，呈現笑臉圖案、變色花束、滿天星和金柳銀柳等多個特色造型煙花效果，增添喜慶氣氛[22]。
- 第三場煙花匯演以慶祝元宵節為主題，代表家人及情侶團團圓圓的一天，對所有家庭及情侶來說都是重要的團聚慶典。煙花效果方面，將有更多柔和的顏色，節奏主要以輕快浪漫為主，帶出兔年元宵夜人與人之間的連繫。音樂方面，將選用四首流行曲作為“歲歲平安—絢麗澳門煙花匯演”壓軸表演的背景音樂，增添元宵佳節的情懷及氣氛，同時呼應團圓及浪漫的主題[23]。背景音樂包括林家謙主唱的《在空中的這一秒》、容祖兒的《心花怒放》、梁永琪主唱的《戀愛預告》、江海迦主唱的《Citypop》。
- 媒體方面，澳廣視、澳門有線電視及廣東廣播電視台多條頻道直播首場煙花匯演，第一場煙花表演由澳廣視電視頻道澳視澳門及澳門-MACAU直播[24]，第二和第三場煙花匯演由澳廣視電視頻道澳視澳門和澳門綜藝現場直播，而澳門電台中文頻道於匯演期間即時轉播音樂。

### 2024年
2024年1月18日，澳門旅遊局宣佈在農曆新年期間舉行三場煙花表演，命名為“歡樂春節——龍馬精神煙花匯演”，分別在年初三（2月12日）及當天晚上9時45分；年初七（2月16日）「人日」及元宵節（2月24日）晚上9時。三場匯演在旅遊塔對出海面舉行每場煙花表演，分別以“龍”、慶祝“人日”及元宵節作為主題，歷時15分鐘。

### 2025年
“歡樂春節 靈蛇獻瑞煙花匯演”安排於年初三（1月31日）晚上9時45分、年初七（2月4日）“人日”及元宵節（2月12日）晚上9時正在澳門旅遊塔對出海面上演，每場煙花時長15分鐘。

## 最佳觀賞點
- 雅文湖畔
- 孫逸仙大馬路觀音蓮花苑至觀音像海濱休憩區
- 沙格斯大馬路（澳門文華東方酒店側）
- 澳門科學館海堤
- 氹仔海洋大馬路

## 相關活動

### 橫琴新春煙花慶祝活動
2023年1月22日大年初一晚上9時，橫琴粵澳深度合作區首次舉辦新春煙花匯演，該匯演由該區民生事務局主辦，瀏陽市蘋果藝術燃放有限公司承辦，在十字門水道橫琴金融島對開海面舉行，時長為15分鐘。煙花表演期間，有1万6千多发高、中、低空烟花燃放，包括3990发高空礼花弹和12120发中低空烟花彈，以此凝聚岁末祝福，向粤澳两地人们拜年。演出分為四個篇章，包括“壮丽山河”、“纵横万里”、“粤澳合鸣”和“共赴未来”。活動舉行期間，超過3萬人在現場觀看，另外超過54萬人次通過廣東廣播電視台、南方日報、珠海傳媒集團直播平台、短視頻平台觀看。

## 同类活動
- 香港賀歲煙花匯演
- 澳門國際煙花比賽匯演（每年9至10月舉行，包括中秋節及中華人民共和國國慶節）
- 澳門慶祝中華人民共和國國慶煙花匯演（因澳門國際煙花比賽匯演取消而獨立舉行之慶祝中華人民共和國國慶節的煙花表演）
- 慶祝澳門特別行政區成立周年煙花匯演
- 澳門除夕倒數活動（澳門元旦煙花匯演）

## 外部連結
- 《“慶祝2012年農曆新年之煙花表演”服務判給之公開招標卷宗[]》(澳門特別行政區政府旅遊局，2011年11月3日)
- 《「慶祝2012年農曆新年之煙花表演」之服務判給作公開招標 （页面存档备份，存于）》(澳門特別行政區政府旅遊局，2011年11月9日)
- 《大年初一金龍獻瑞　煙花賀歲迎龍年[]》(澳門特別行政區政府旅遊局，2012年1月19日)
- 《旅局民署年初一金龍獻瑞　當晚南灣湖首設賀歲煙花添氣氛》(澳門日報，2012年1月20日)
- 《大年初一金龍獻瑞煙花賀歲》(華僑報，2012年1月20日)
- 《旅遊局年初一首放賀歲煙花》(濠江日報，2012年1月20日)
- 《旅遊局年初一首放賀歲煙花》(大眾報，2012年1月20日)
- 《大年初一晚首次放賀歲煙花》(市民日報，2012年1月20日)
- 《金龍年初一獻瑞 煙花賀歲迎龍年》(新華澳報，2012年1月20日)